# چیکونیا ۸۶۰۱
سیارک ۸۶۰۱ (به انگلیسی: 8601 Ciconia، نامگذاری:3155T-2) هشت هزار و ششصد و یکمین سیارک کشف شده‌است که در ۳۰ سپتامبر ۱۹۷۳ کشف شد.
قدر مطلق سیارک برابر ۱۳٫۰۰ است.